# 1736 în literatură
Anul 1736 în literatură a implicat o serie de evenimente și cărți noi semnificative.  